# Kleine rozebandroodmus
De kleine rozebandroodmus (Carpodacus verreauxii) is een zangvogel uit de familie Fringillidae (Vinkachtigen).

## Verspreiding en leefgebied
Deze soort komt voor in zuidwestelijk en westelijk China en noordelijk en noordoostelijk Myanmar.